# Hydrokraking
Hydrokraking (hydrokrakowanie) – proces krakingu prowadzony z udziałem wodoru w celu zmniejszenia masy cząsteczkowej składników surowca oraz zmiany proporcji w jakich te składniki występują.
Pierwszy komercyjny proces hydrokrakingu został wdrożony przez I.G. Farben Industrie w 1927 roku w celu wytwarzania benzyny z węgla brunatnego, natomiast pierwszy nowoczesny węzeł hydrokrakingu destylacyjnego w przemyśle rafineryjnym zastosowano w koncernie Chevron w roku 1958. Obecnie przeprowadza się go w temperaturze 250–450 °C (290–400 °C) pod ciśnieniem wodoru 7–15 MPa (6,9–13,8 MPa, 5–30 MPa). W charakterze katalizatorów stosuje się kobalt, molibden, nikiel i wolfram oraz platynę i pallad wbudowane w struktury krystaliczne tlenku glinu i krzemionki.
W wyniku hydrokrakingu z wysokowrzących frakcji olejowych otrzymanych poprzez destylację frakcyjną ropy naftowej oraz pozostałości destylacyjnych, takich jak gudron, otrzymuje się gaz płynny, benzynę hydrokrakingową i frakcje olejowe. Jest to proces bardzo elastyczny – poprzez odpowiedni dobór parametrów można go ukierunkować na produkcję gazu płynnego, benzyn silnikowych, paliw odrzutowych, oleju napędowego lub olejów smarowych wykorzystując w charakterze surowców destylaty atmosferyczne i próżniowe z destylacji rurowo-wieżowej (DRW), destylaty z koksowania, recyrkulaty z procesu krakingu katalitycznego oraz oleje pirolityczne.
Koszt budowy instalacji hydrokrakingu jest bardzo wysoki, gdyż operowanie wodorem w warunkach tego procesu wymaga zastosowania bardzo drogich materiałów, jednak jego zastosowanie w procesach przetwórstwa ropy naftowej zostało wymuszone przez zmiany rynkowe obejmujące jednoczesne zmniejszenie się zapotrzebowania na olej opałowy i paliwo dla starego typu silników Diesla przy jednocześnie rosnącym zapotrzebowaniu na benzyny silnikowe oraz paliwo lotnicze.
Zaletą stosowania hydrokrakingu jest otrzymywanie stabilnych (pozbawionych związków nienasyconych) produktów o bardzo niskiej zawartości siarki i azotu bez stosowania procesu hydrorafinacji. Bardzo efektywnym wariantem wykorzystania hydrokrakingu w rafinerii jest współpraca z procesem krakingu katalitycznego. Dołączenie do surowców procesu hydrokrakingu olejów cyrkulacyjnych z instalacji krakingu katalitycznego pozwala na ich dearomatyzację i w ogólnym bilansie znaczny wzrost wydajności paliw silnikowych.